# Paneče
Paneče este o localitate din comuna Laško, Slovenia, cu o populație de 114 locuitori.